# Бахадур Шах II
Бахадур Шах II (1775-1862), последњи титуларни владар Могулског царства. Свргнут и протеран због подршке Индијском устанку 1857. године.

## Биографија
Већи део живота Бахадур Шах провео је у Делхију као марионетски владар у потпуности зависан од Британске источноиндијске компаније. Ова ситуација се нагло изменила 11. маја 1857. године, када су индијски најамници у служби Компаније (сепоји) у Делхију и околини подигли устанак против Британаца и прогласили остарелог Бахадур Шаха за цара (падишаха) целе Индије. Без стварног избора, пошто је Делхи био у рукама устаника, стари владар је прихватио понуђену част, иако је његова власт над побуњеницима била само формална, служећи устаницима као симбол јединства Индије против европских освајача. Његову власт званично су признавале све побуњеничке снаге у северној Индији, иако је сам Шах већ 8. јуна опседнут у Делхију од британских снага, које су стално расле. Град је пао 21. септембраː Бахадур Шах је заробљен, а два његова сина погубљена су без суђења сутрадан. Шах је умро у изгнанству у Рангуну, 7. новембра 1862. године.